# New Birth Missionary Baptist Church
New Birth Missionary Baptist Church és una megaesglésia cristiana baptista carismàtica a la ciutat de Stonecrest, al comtat de DeKalb (Geòrgia). El seu pastor principal és Jamal Bryant des del 2018.

## Història
L'església es va fundar el 1939 a Scottdale com a església baptista Travelers Rest. El 1983 es va traslladar a Decatur i va adoptar el seu nom actual. Eddie Long va assumir el càrrec de pastor el 1987, quan l'església només tenia 300 membres.
El 1994, New Birth es va convertir en membre de la Full Gospel Baptist Church Fellowship, fins al 2008.
L'any 2001 es va construir un nou edifici amb un auditori amb capacitat per a 10.000 persones. El 15 d'agost de 2004 l'església va obrir una sucursal anomenada New Birth Memphis a Memphis, a dia d'avui tancada. El 2006, l'església va ser escollida per Coretta Scott King, vídua de Martin Luther King, per acollir i oficiar el seu funeral. L'acte va comptar amb la presència de quatre presidents dels Estats Units: George H.W. Bush, Bill Clinton, George W. Bush i Jimmy Carter. L'any 2010 l'església comptava amb 25.000 membres. El 2017, Stephen A. Davis, pastor de New Birth a Birmingham es va convertir en pastor sènior mentre continuava essent pastor de Birmingham. El juny de 2018 el bisbe Davis va dimitir.
El setembre de 2010, Maurice Robinson, Anthony Flagg, Jamal Parris i Spencer LeGrande van presentar demandes separades al·legant que Eddie Long va utilitzar la seva influència pastoral per a coaccionar-los a tenir relacions sexuals amb ell. Els demandants van afirmar que Long va posar els denunciants en nòmina de l'església, els va comprar cotxes i els va fer regals com viatges a l'estranger. El maig de 2011 les demandes es van resoldre extrajudicialment; però els termes no es van revelar. Més endavant els mitjans de comunicació van indicar que Centino Kemp va ser el cinquè acusador.
El 2022, al pòdcast Cool Soror de Rashan Ali, Jamal Bryant va afirmar que volia desenvolupar un «nou evangeli per a adults» acostumats a tenir relacions sexuals i que volien cultivar marihuana als terrenys propietat de l'església per atraure el jovent. El bisbe Patrick Wooden Sr., pastor de la Upper Room Church of God in Christ a Raleigh va criticar aquest projecte, afirmant que la marihuana és una droga perillosa que pot provocar depressió i suïcidis.